# Dálnice A7 (Německo)
Dálnice A7, německy Bundesautobahn 7 (zkratka BAB 7), zkráceně Autobahn 7 (zkratka A7), je nejdelší německou dálnicí a se svými 963 kilometry i nejdelší dálnicí v Evropě. Dálnice půlí Německo téměř rovnoměrně mezi východem a západem. A7 začíná na severu, na státní hranici s Dánskem, odkud v Dánsku pokračuje jako součást evropské silnice E45. Na jihu A7 končí na hranici s Rakouskem. Dokončena byla v září roku 2009. Dálnice od severu prochází spolkovými zeměmi Šlesvicko-Holštýnsko, Hamburk, Dolní Sasko, Hesensko, Bavorsko, Bádensko-Württembersko a znovu Bavorsko.

## Historie
První, 77 kilometrů dlouhý, úsek byl otevřen v roce 1937 a spojoval města Göttingen a Homberg. O rok později byla dálnice prodloužena o 28 kilometrů až po Hattenbach. V roce 1942 byl otevřen úsek Nörten-Harlenberg-Göttingen o délce 13,1 kilometrů. Zbytek dálnice byl dobudován v 60. a 70. letech.

## Dálniční křižovatky

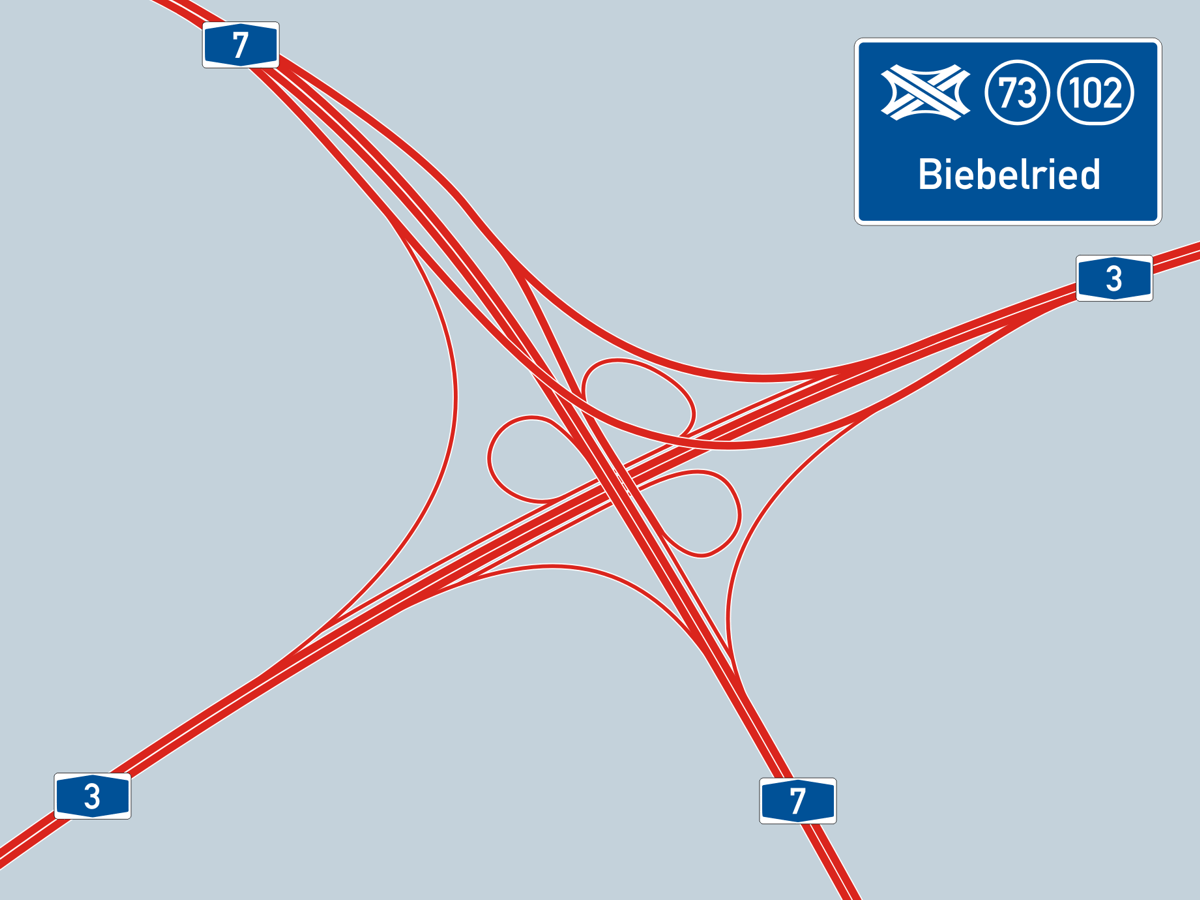
Kreuz Biebelried (102)

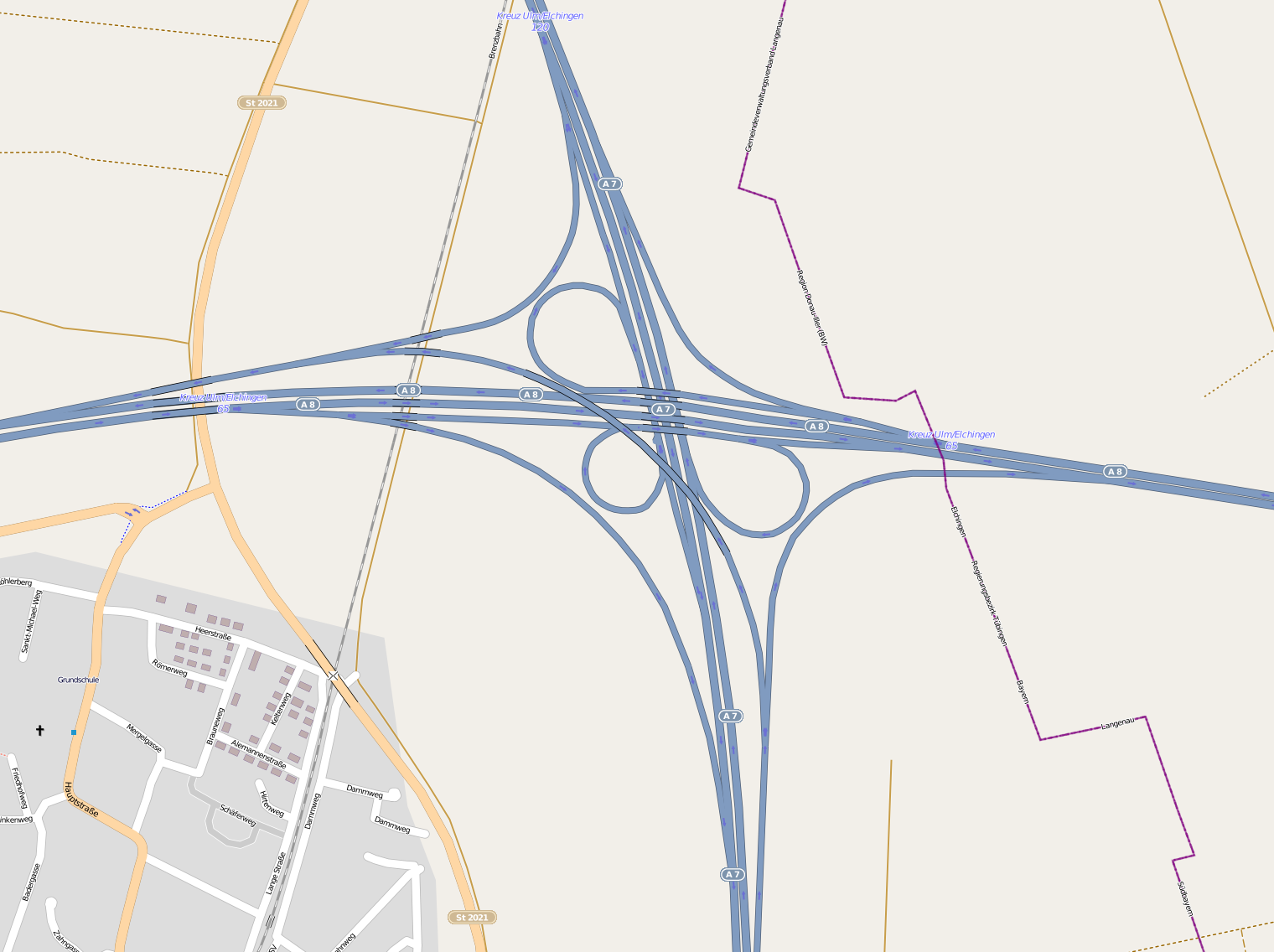
Kreuz Ulm/Elchingen (120)

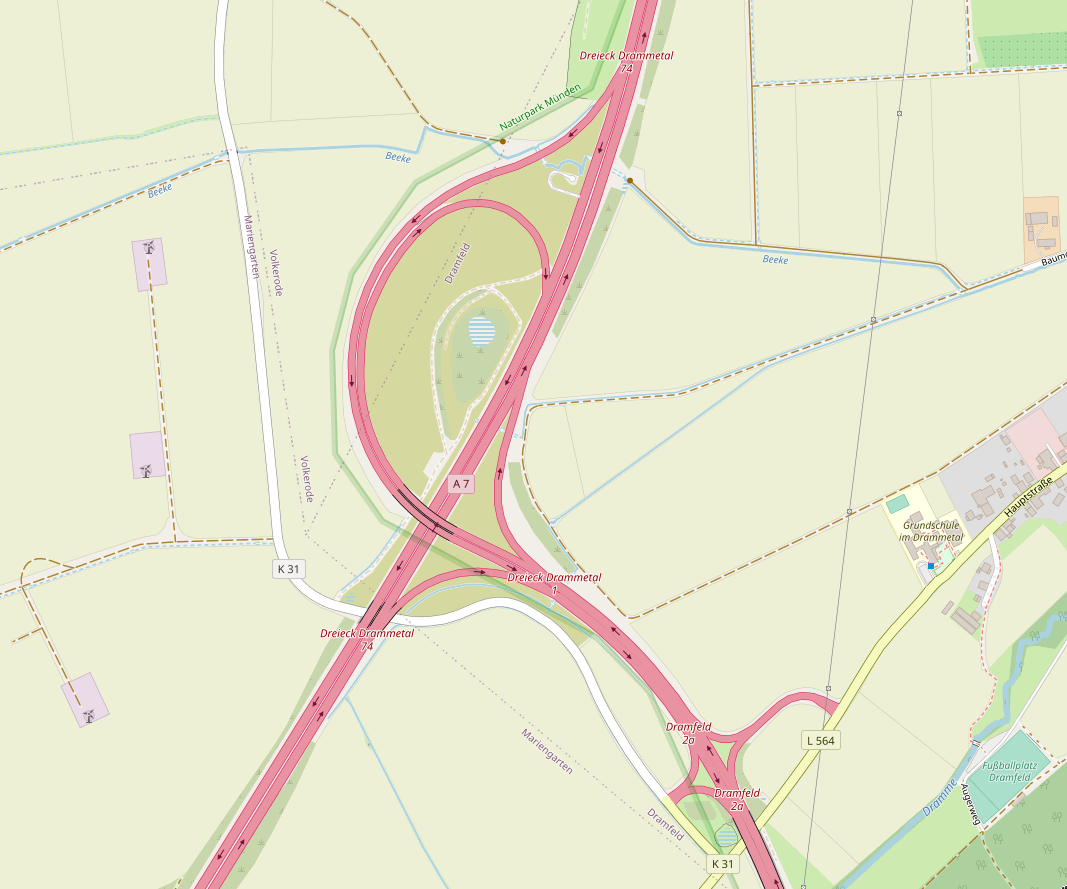
Dreieck Drammetal (74)

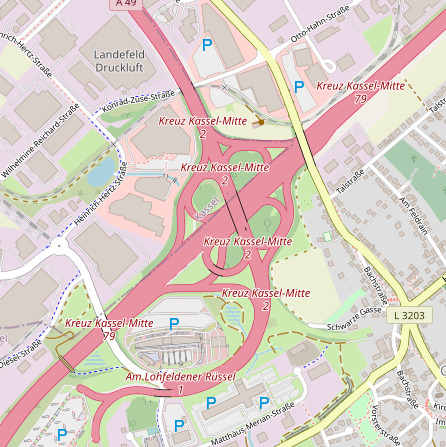
Kreuz Kassel Mitte (79)

| Dálnice A210 | Křižovatka | (9)   | Kreuz Rendsburg                 | v provozu |
| Dálnice A215 | Křižovatka | (12)  | Bordesholm                      | v provozu |
| Dálnice A20  | Křižovatka | (-)   | Kreuz Bad Bramstedt             | plánováno |
| Dálnice A23  | Křižovatka | (25)  | Dreieck Hamburg-Nordwest        | v provozu |
| Dálnice A252 | Křižovatka | (-)   | Dreieck Hamburg-Hafen           | plánováno |
| Dálnice A261 | Křižovatka | (33)  | Hamburg-Marmstorf/Lürade        | v provozu |
| Dálnice A1   | Křižovatka | (36)  | Maschener Kreuz                 | v provozu |
| Dálnice A250 | Křižovatka | (36)  | Maschener Kreuz                 | v provozu |
| Dálnice A1   | Křižovatka | (37)  | Horster Dreieck                 | v provozu |
| Dálnice A21  | Křižovatka | (-)   | Egestorf                        | plánováno |
| Dálnice A27  | Křižovatka | (48)  | Dreieck Walsrode                | v provozu |
| Dálnice A352 | Křižovatka | (53)  | Mellendorf                      | v provozu |
| Dálnice A37  | Křižovatka | (56)  | Kreuz Hannover/Kirchhorst       | v provozu |
| Dálnice A2   | Křižovatka | (57)  | Kreuz Hannover-Ost              | v provozu |
| Dálnice A37  | Křižovatka | (60)  | Hannover-Süd                    | v provozu |
| Dálnice A39  | Křižovatka | (64)  | Dreieck Salzgitter              | v provozu |
| Dálnice A38  | Křižovatka | (74)  | Dreieck Drammetal               | v provozu |
| Dálnice A49  | Křižovatka | (79)  | Kreuz Kassel-Mitte              | v provozu |
| Dálnice A44  | Křižovatka | (80)  | Dreieck Kassel-Süd              | v provozu |
| Dálnice A4   | Křižovatka | (86)  | Kirchheimer Dreieck             | v provozu |
| Dálnice A5   | Křižovatka | (88)  | Hattenbacher Dreieck            | v provozu |
| Dálnice A66  | Křižovatka | (93)  | Dreieck Fulda                   | v provozu |
| Dálnice A70  | Křižovatka | (99)  | Kreuz Schweinfurt/Werneck       | v provozu |
| Dálnice A3   | Křižovatka | (102) | Kreuz Biebelried                | v provozu |
| Dálnice A6   | Křižovatka | (110) | Kreuz Feuchtwangen / Crailsheim | v provozu |
| Dálnice A91  | Křižovatka | (-)   | Feuchtwangen-Süd                | plánováno |
| Dálnice A8   | Křižovatka | (120) | Kreuz Ulm / Elchingen           | v provozu |
| Dálnice A96  | Křižovatka | (128) | Kreuz Memmingen                 | v provozu |
| Dálnice A980 | Křižovatka | (136) | Dreieck Allgäu                  | v provozu |

## Trasa
Dálnice A7 prochází trasou několik evropských silnic. Jejich přehled je uveden v následující tabulce:
| Evropská silnice E43  | Kitzingen – Kreuz Memmingen     |
| Evropská silnice E45  | Ellund – Kreuz Biebelried       |
| Evropská silnice E532 | Memmingen Sud – Oy – Mittelberg |

### Severní část
Na severu země prochází dálnice spolkovou zemí Šlesvicko-Holštýnsko a kopíruje zde středověkou obchodní cestu vedoucí ze Skandinávie do Hamburku. V Hamburku je A7 vedena pod Labem tunelem ve čtyřech oddělených tubesech.
Ve vřesovišti v Lüneburgu jsou od sebe jednotlivé jízdní pásy nezvykle hodně vzdáleny.

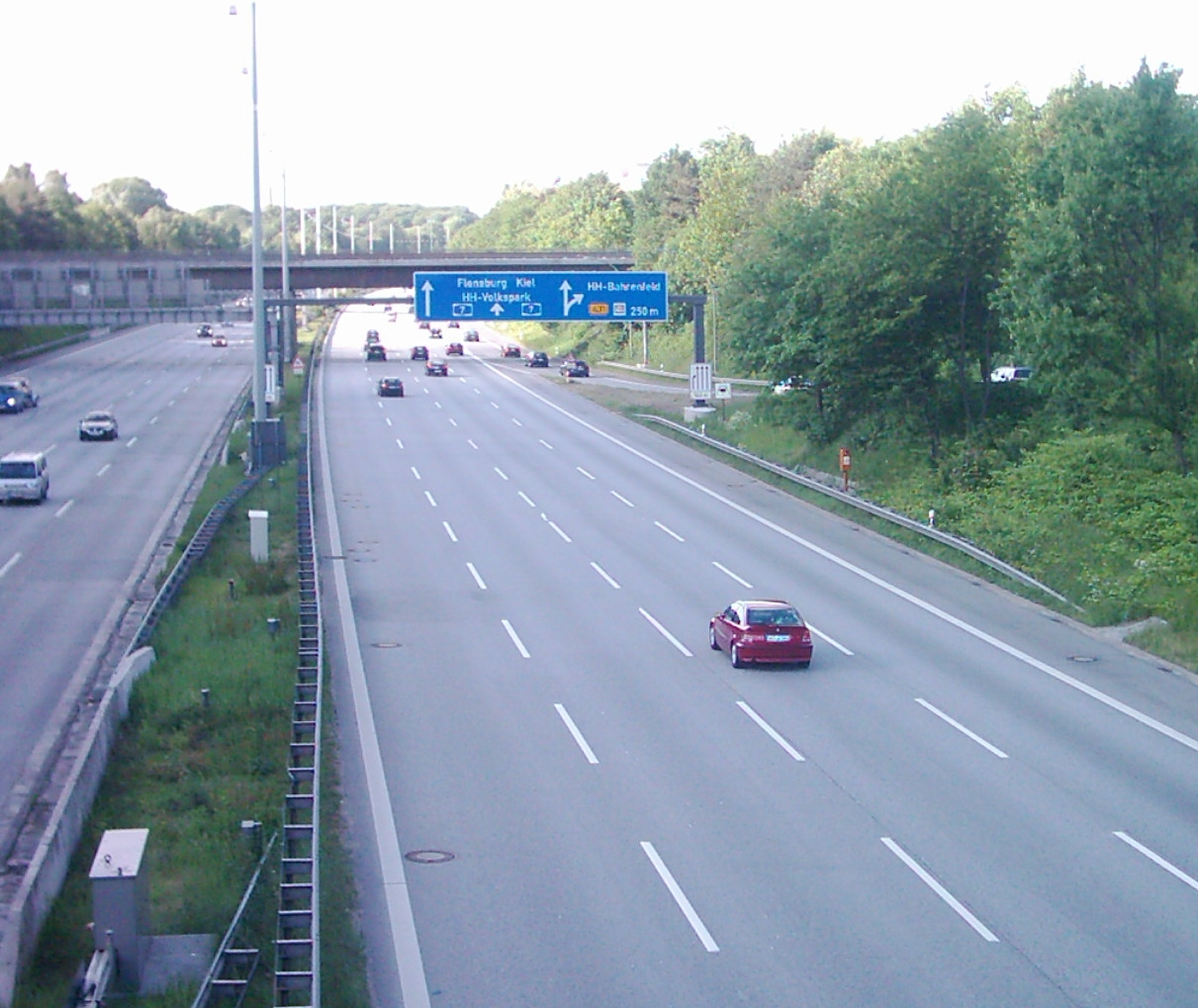
A7 v Hamburku

### Prostřední úsek
Nedaleko města Hannoversch Münden překonává dálnice po mostě řeku Werru. Blízko u mostu se nachází vysokorychlostní trať ICE mezi Hannoverem a Würzburgem. Tento úsek je znám pro svůj dlouhý svah, na kterém jsou umístěna zařízení pro měření rychlosti. Po překročení Werry a ještě před městem Kassel následuje kopcovitý terén znamenající mnoho výjezdů a následných sjezdů z kopců. Motoristé ho proto nazývají Kasseler Berge. To bylo úmyslně součástí návrhu na vybudování dálnice. Bylo plánováno nabídnout motoristům "přitažlivou krajinu". Dálnice A7 není jedinou německou dálnicí, jenž je postupně z důvodu vysokého provozu rozšiřována, ale tento úsek dálnice je jeden z vůbec nejvíce používaných: je to jedna z pouze dvou dálnic spojujících sever a jih Německa, a také je součástí mála silnic, které spojují oblasti jako Frankfurt nad Mohanem s bývalým NDR a Berlínem. V důsledku toho je tato část dálnice jednou z nejvíce přetížených.

### Jižní část
Výstavba jižní části dálnice byla v důsledku sporu mezi Bavorskem a spolkovou zemí Bádensko-Württembersko zdržena. Nicméně v roce 1969 se podařilo nalézt shodu, ale výstavba byla i přesto pozdržena až na počátek 80. let. Tentokrát z důvodu nedostatku financí. Poté, co se začalo se stavebními pracemi, výstavba probíhala neobvykle rychle. To i navzdory náročnému terénu na území pohoří Frankenhöhe a Švábské Alby. Ten si vyžádal výstavbu dvou tunelů a několika mostů.
1. září 2009 byl otevřen poslední, 15 kilometrů dlouhý, úsek dálnice mezi Nesselwangem a hranicí s Rakouskem a hraniční tunel poblíž Füssenu.

## Galerie

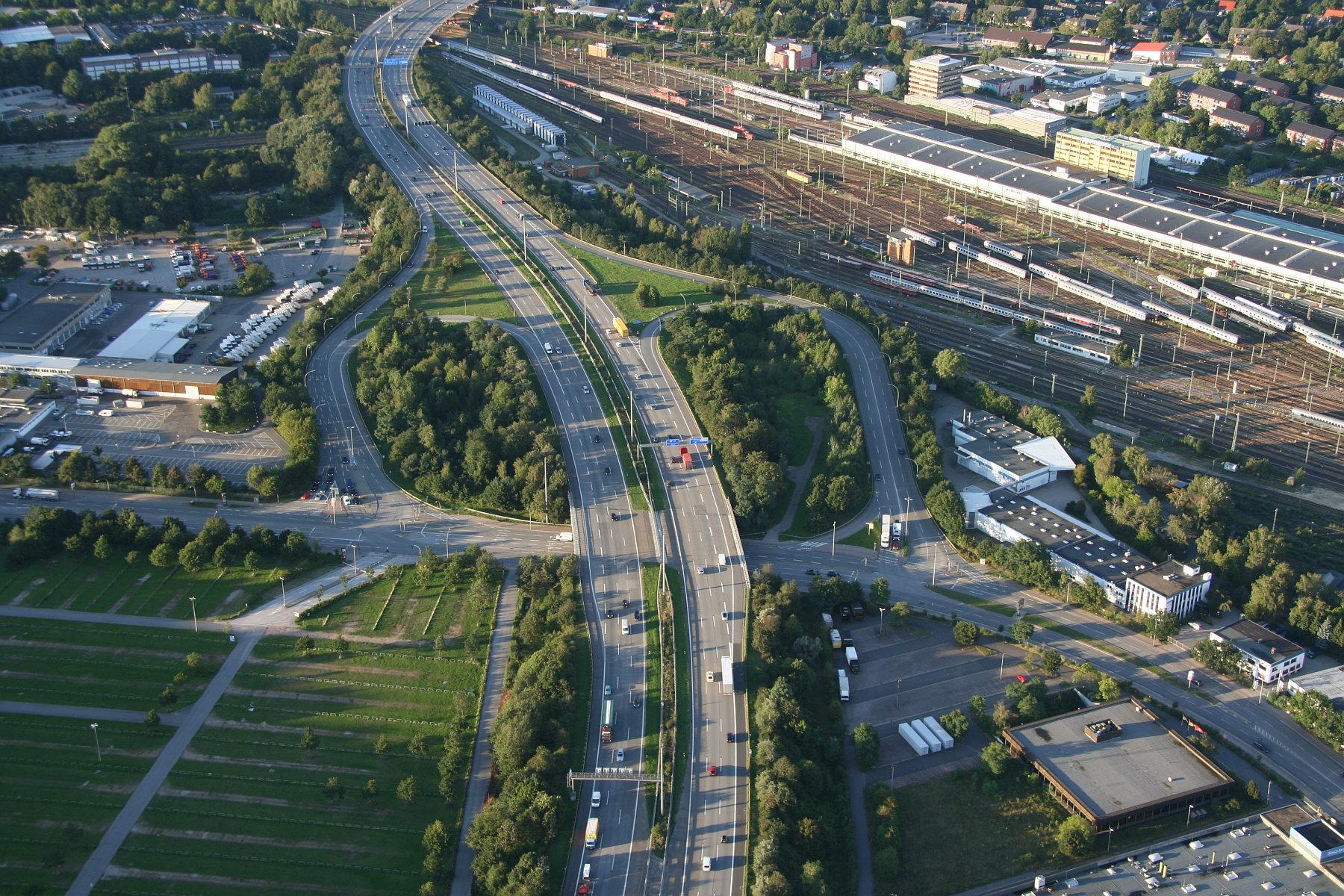
A7 v Hamburku
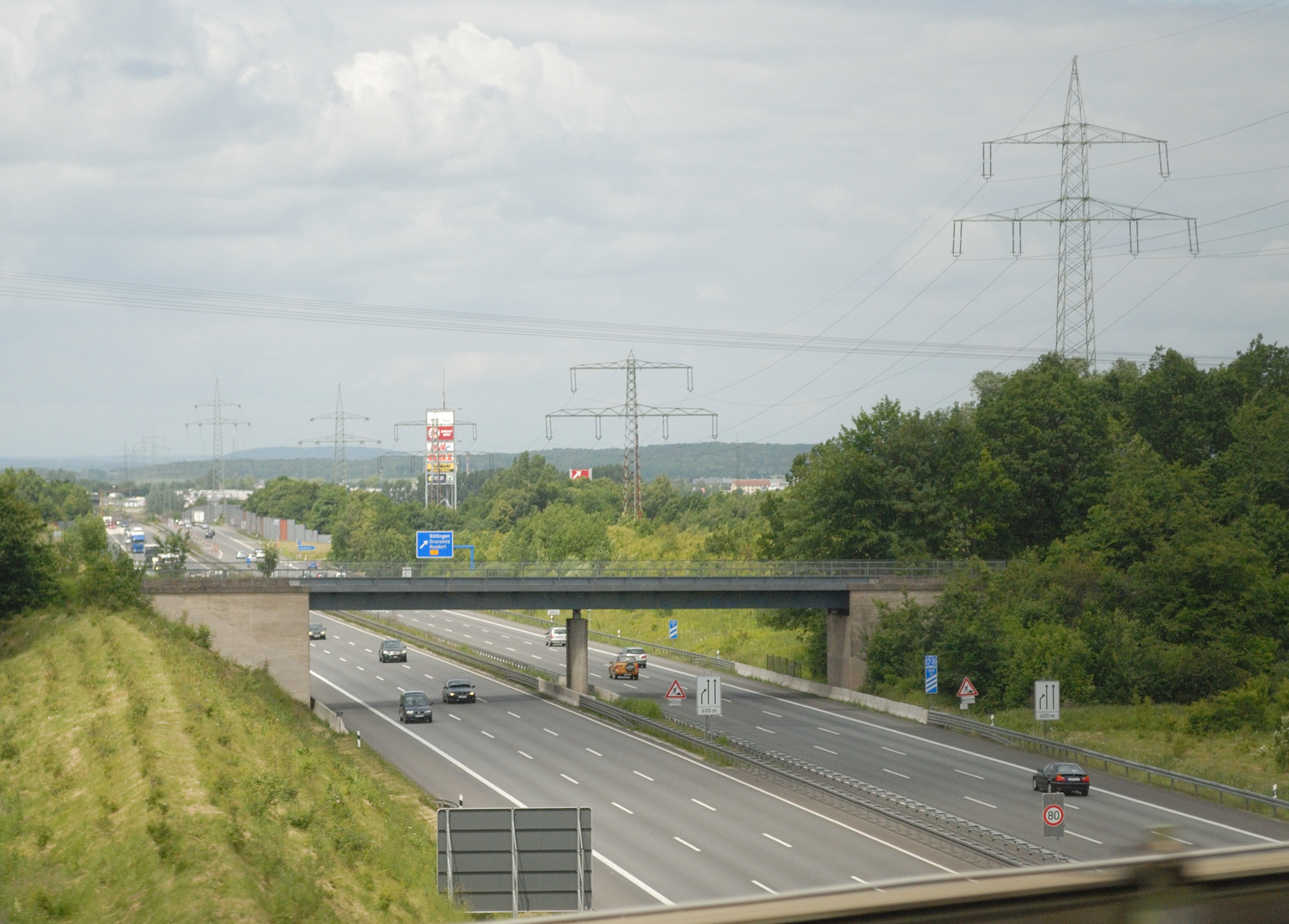
A7 nedaleko Göttingenu
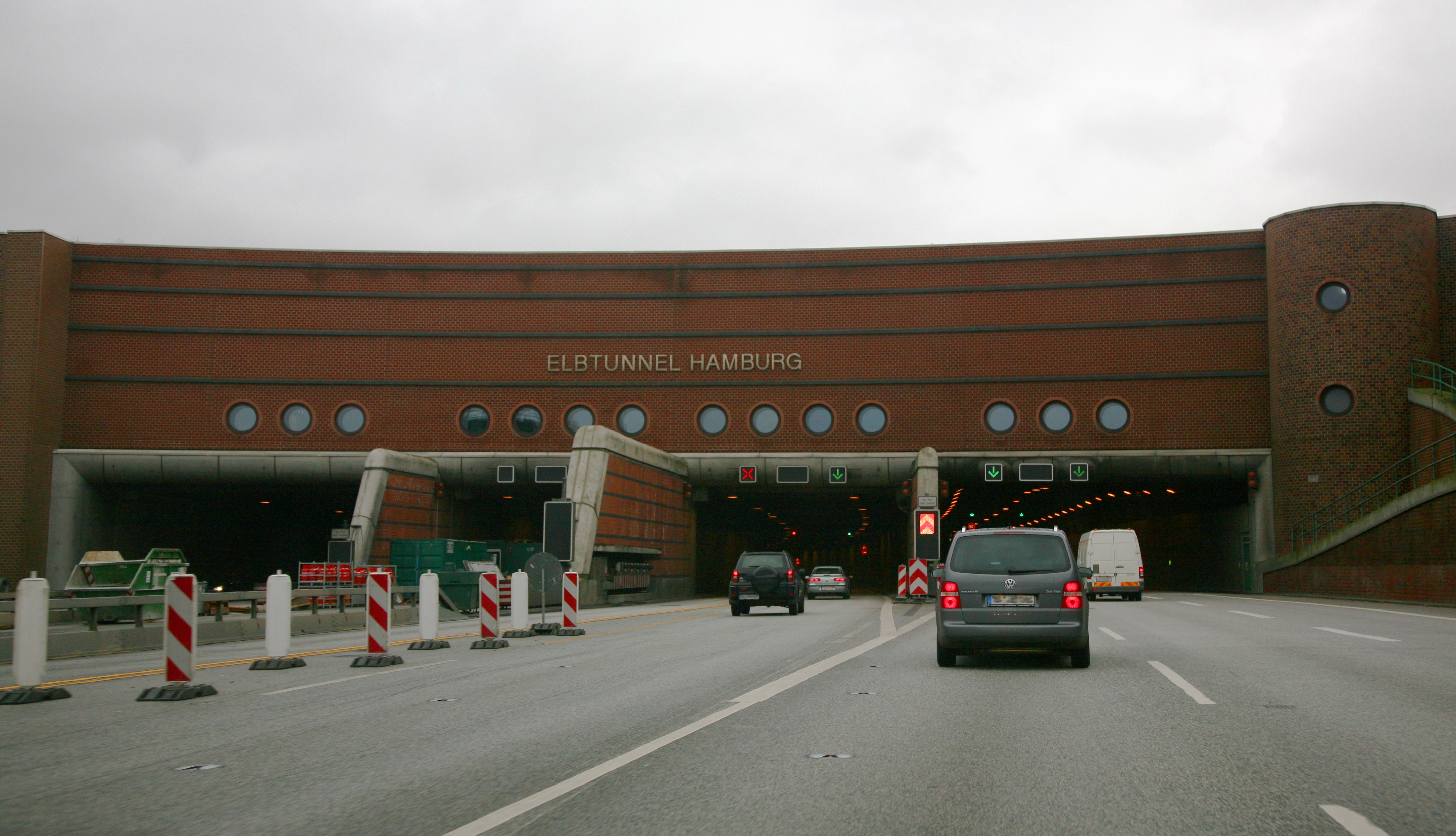
Elbtunnel v Hamburku